# Jan Hempel (filozof)
Jan Hieronim Hempel, ps. „Jan Bezdomny”, „Jan Boży”, „Jan Wolski”, „Jan Wiślak” (ur. 3 maja 1877 w Prawdzie, zm. 2 września 1937 w Moskwie) – polski publicysta, tłumacz, filozof, działacz ruchu robotniczego i teoretyk spółdzielczości, członek PPS-Lewicy, Polskiej Partii Socjalistycznej i Komunistycznej Partii Polski, ofiara wielkiego terroru w ZSRR (pośmiertnie zrehabilitowany).

## Życiorys
Urodził się w dzierżawionej przez jego ojca Józefa – agronoma – wsi Prawda, stanowiącej część majoratu Gołowin. Jego dziad Jan Hempel był wybitnym polskim geologiem, naczelnikiem górnictwa w Królestwie Polskim. Matka Helena, była córką Hieronima Krzyżanowskiego, profesora prawa na Uniwersytecie Petersburskim. Hempel był bratem Wandy Papiewskiej.
W 1890 rozpoczął naukę w gimnazjum w Warszawie, którą jednak na skutek nagłego zubożenia rodziny musiał w 1892 porzucić, rozpoczynając naukę w szkole rzemieślniczej, którą ukończył w 1895 jako ślusarz. Zerwał z rodziną i usamodzielnił się. Przez następne pięć lat pracował jako technik w przedsiębiorstwie melioracji rolnych, jednocześnie poświęcając wolny czas na samokształcenie w dziedzinie filozofii, historii, literatury i języków obcych. W 1901 porzucił pracę technika melioracyjnego, został księgowym w wapiennikach w Chęcinach, później korepetytorem.
W początkach 1903 zgłosił się do pracy jako technik mierniczy przy budowie Kolei Wschodniochińskiej w Mandżurii. Pracował na statkach handlowych jako pomocnik palacza i tłumacz i podróżując przez Japonię, Indie i Włochy, przybył w lutym 1904 do Brazylii. Został tam nauczycielem dzieci polskich osadników w Paranie. Prowadził jednocześnie działalność społeczną wśród polskich emigrantów w duchu patriotycznym, antyszlacheckim i antyklerykalnym. Od końca 1904 był redaktorem pisma „Polak w Brazylii”, wychodzącego w Kurytybie. Po roku zrezygnował wskutek różnicy poglądów z wydawcą pisma, z przekonań narodowym demokratą.
Pod wpływem Ksiąg narodu polskiego i pielgrzymstwa polskiego napisał wówczas pierwszą książkę Kazania polskie, wydaną w Kurytybie w 1907. Zwalczał w niej wszelkie formy wiary w Boga osobowego (pod wpływem prac Nietzschego), głosił „religię wolną”, jako czynnik mistycznej łączności z transcendentną rzeczywistością duchową (nad światem) i kult człowieka, którego najwyższym reprezentantem jest artysta, jako twórca nowych wartości. Propagował obalenie chrześcijaństwa jako misję dziejową ludu polskiego. Po wydaniu książki powrócił do swej szkoły leśnej dla dzieci polskich.
Wiosną 1908 za pieniądze zebrane przez swych zwolenników w Paranie wyjechał do Paryża, by pogłębić studia filozoficzne. Pracował w Bibliotece Polskiej, pozostawał w bliskim kontakcie m.in. ze Stefanem Żeromskim. Związał się z anarchosyndykalizmem. Z Paryża nadsyłał do prasy w kraju („Myśl Niepodległa” Andrzeja Niemojewskiego, „Krytyka” Wilhelma Feldmana, „Kurier Lubelski”) artykuły propagujące idee spółdzielczości i syndykalizmu. Wobec ewolucji Niemojewskiego w kierunku prawicowym, wystąpił publicznie przeciwko jego poglądom i zerwał z jego pismem. W Paryżu napisał Kazania piastowe, opublikowane w 1911 w Bielsku. Książka była kontynuacją Kazań polskich, podobnie nasycona antychrystianizmem i mistycyzmem, wolną jednak od mesjanizmu narodowego. Zarówno Kazania polskie, jak i Kazania piastowe nie znalazły w kraju większego echa.
Latem 1910 przyjechał do Lublina, gdzie został redaktorem „Kuriera Lubelskiego”. Po pół roku został zmuszony do ustąpienia z funkcji, wobec zarzucanego mu przez większość redakcji ulegania wpływom socjalistycznym. Jesienią 1911 powrócił do Paryża, ponownie podjął pracę w Bibliotece Polskiej. W Paryżu wstąpił do PPS-Lewicy. W maju 1912 przyjechał do Lublina wraz z działaczem tej partii, Oktawianem Zagrobskim. Rozpoczął działalność polityczną i oświatową w związkach zawodowych, wśród młodzieży robotniczej i w ruchu spółdzielczym, zakładając m.in. Lubelską Spółdzielnię Spożywców. Był znany ze swego ascetycznego trybu życia. W tym okresie był mentorem Bolesława Bieruta. Pisywał do „Nowej Gazety”, „Kuriera Łódzkiego”, „Krytyki”, „Widnokręgu”, „Zarania” i „Kuriera Lubelskiego”. Pozostawał pod wpływem anarchizmu, posyłał korespondencje do anarchistycznej „Sprawy Robotniczej”, przełożył też wówczas Pomoc wzajemną Piotra Kropotkina (wydaną drukiem w 1919).
Zarabiał na życie jako mierniczy. W 1914 wydał w Lublinie pracę Bohaterska etyka Ramajany, w której przeciwstawiał etykę wolnych Ariów, niewolniczej etyce chrześcijańskiej. Za opublikowanie w „Kurierze Lubelskim” artykułu o strajku w Łodzi został skazany na rok więzienia. W czerwcu 1914, gdy wyrok miał się uprawomocnić, przekroczył nielegalnie granicę z Austro-Węgrami, udając się do Galicji. W Krakowie zastał go wybuch I wojny światowej. Wstąpił ochotniczo do Legionów; na wiadomość o przysiędze legionistów na wierność cesarzowi Austrii wystąpił z formacji w początku września 1914. W październiku został aresztowany w Istebnej i internowany jako rosyjski poddany w obozie w Gars. Zwolniony w listopadzie 1915, udał się do Lublina, gdzie wraz z Oktawianem Zagrobskim wznowił wydawanie „Kuriera Lubelskiego”, tym razem jako pisma wyraźnie socjalistycznego, nieoficjalnego organu PPS-Lewicy. Wznowił działalność polityczną w związkach zawodowych, spółdzielczości i jako wydawca m.in. tygodnika „Spółdzielca Lubelski”. W 1916 wydał w Lublinie książkę Socjalizm odrodzony, traktując w niej socjalizm przede wszystkim jako nurt etyczny.
Jesienią 1918 przeniósł się na stałe do Warszawy, uczestnicząc m.in. w pracy oświatowej kierowanego przez PPS-Lewicę Klubu Robotniczego im. Tadeusza Rechniewskiego i współredagując organ tej partii „Głos Robotniczy”. W początku listopada wystąpił jako delegat spółdzielców lubelskich na krajowym zjeździe spółdzielczym i wysunął wniosek zorganizowania odrębnej centrali robotniczych spółdzielni spożywców. Głosił ideę klasowego i bezpartyjnego robotniczego ruchu spółdzielczego, który wespół ze związkami zawodowymi miał być główną siłą rewolucyjnych przemian. Hempel uważał, że spółdzielcy są „pionierami nowego ładu społecznego”, a stowarzyszenia spożywców – to „socjalizm w naszych czasach urzeczywistniający się”. Dzięki spółdzielczości miał zostać ustanowiony „ustrój prawdziwie wolnościowy”, bliższy byłby anarchizmowi niż komunizmowi państwowemu. Ideały te próbował zrealizować poprzez Lubelskie Stowarzyszenie Spożywców, a potem Związek Robotniczych Spółdzielni Spożywców, w którego tworzeniu (1919) uczestniczył. Współtworzył frakcję „niezależnych spółdzielców” (także m.in. Stanisław Tołwiński, Stanisław Szwalbe, Józef Dominko), która postulowała niezależność ruchu spółdzielczego od partii politycznych (również robotniczych).
Po połączeniu 16 grudnia 1918 PPS-Lewicy i SDKPiL w Komunistyczną Partię Robotniczą Polski nie wstąpił do nowo powstałej partii. W maju 1919 został wybrany na sekretarza Związku Robotniczych Stowarzyszeń Spółdzielczych (ZRSS). Od 1920 członek Polskiej Partii Socjalistycznej, działacz Uniwersytetu Ludowego. W maju 1920 był współzałożycielem Stowarzyszenia Wolnomyślicieli Polskich, w którym działał do jego rozwiązania w 1928. W Związku Robotniczych Stowarzyszeń Spółdzielczych publikował w piśmie „Spółdzielca” szereg artykułów na tematy spółdzielczości robotniczej, przestrzegając zasady niezależności partyjnej ruchu spółdzielczego. Na zjeździe ZRSS w czerwcu 1920 zdecydowanie wystąpił przeciwko próbie PPS usunięcia członków Komunistycznej Partii Robotniczej Polski (KPRP) z udziału w kierownictwie tego związku spółdzielczego. W lipcu 1920 roku skazany na półtora roku więzienia za napisanie artykułu wzywający do "zdecydowanej walki z ustrojem kapitalistycznym". Po utworzeniu w lipcu 1920 przez sekretarza generalnego PPS Jerzego Czeszejkę-Sochackiego komunizującej opozycji (PPS-Lewicy), występującej przeciw udziałowi PPS w rządzie jedności narodowej, Hempel związał się z nią politycznie. Na zjeździe ZRSS w czerwcu 1921 został usunięty z władz Związku, wobec swej współpracy z komunistami w Zarządzie Związku, z władz związku zostali wówczas również usunięci komuniści. W grudniu 1921 współzałożyciel Warszawskiej Spółdzielni Mieszkaniowej.
Od lutego 1922 redaktor „Kultury Robotniczej”, pisma związanego z Komunistyczną Partią Robotniczą Polski, do której wówczas wstąpił. Prezes kierowanej już w tym czasie przez komunistów Spółdzielni Wydawniczej „Książka”. Później redagował związane z KPRP i KPP pisma: „Nową Kulturę” (1923 i 1924) i „Dźwignię” (1927 i 1928). W latach 1929–1931 współredagował „Miesięcznik Literacki” (redaktorem naczelnym pisma był Aleksander Wat). W tym czasie dał się poznać jako autor licznych artykułów, szkiców, rozpraw i opracowań o tematyce społecznej, literackiej, etycznej, religioznawczej i filozoficznej.
Uczestnik II zjazdu KPRP w 1923 i kandydat na posła do Sejmu z jej list w 1922, 1928 i 1930. Pracownik Komitetu Dzielnicowego (KD) KPRP Powiśle, kierownik Wydziału Spółdzielczego KC KPP, członek Wydziału Rolnego KC KPP, członek, a następnie kierownik Wydziału Sejmowego, członek Centralnej Redakcji i kierownik Wydziału Kulturalno-Oświatowego. W 1927 został członkiem tymczasowego Sekretariatu Krajowego KPP. Od 1924 był żonaty z członkinią KPP, robotnicą, Anną Wilczek-Habelską. W 1930 ponownie został członkiem Sekretariatu Krajowego KPP. W związku z działalnością komunistyczną był wielokrotnie zatrzymywany przez policję.
Latem 1931 aresztowano go podczas zebrania literatów związanych z KPP i osadzono wraz z Władysławem Broniewskim i Aleksandrem Watem w areszcie miejskim w Warszawie. Aresztowanym pomocy udzielił Bolesław Wieniawa-Długoszowski, adiutant marszałka Piłsudskiego, ówczesny dowódca 2 Dywizji Kawalerii i szef garnizonu warszawskiego. Epizod aresztowania został upamiętniony przez Władysława Broniewskiego w wierszu Magnitogorsk albo rozmowa z Janem. W listopadzie 1931 został zwolniony za kaucją, w związku z ciężką chorobą. Z polecenia KC KPP udał się nielegalnie najpierw do Niemiec, później w maju 1932 do Związku Radzieckiego, nie mogąc wrócić do Polski, gdzie groził mu wyrok więzienia. Zamieszkał w Moskwie pod nazwiskiem „Jan Wiślak”; wkrótce przybyła tam jego żona. Został redaktorem polskojęzycznego czasopisma literackiego „Kultura Mas”, publikował także w „Trybunie Radzieckiej”, brał udział w tłumaczeniu na język polski dzieł Lenina. Przygotował do druku w ZSRR szereg edycji polskiej literatury klasycznej i współczesnej zarówno w języku polskim, jak i przekładach. Był wówczas jednym z głównych teoretyków polskiej kultury proletariackiej, oczyszczonej z wpływów burżuazyjnych.
Jej podstawowe wytyczne określił w 1933:
Kultura ta rozwija się na bazie gospodarki socjalistycznej i w czynnej walce o budownictwo socjalistyczne całego ZSRS. Kultura ta, będąca częścią międzynarodowej kultury socjalistycznej rosnącej w ZSRS, rozwija się w walce przeciwko kulturze burżuazyjnej, szczególnie zaś przeciwko polskiej odmianie kultury burżuazyjnej. Jako wytyczne do walki o polską kulturę socjalistyczną postawić możemy: 1/ jak najczynniejszą, jak najbardziej uporczywą, zawziętą bolszewicką walkę o budownictwo socjalistyczne; 2/ czerpanie pełnymi garściami i przyswajanie sobie, przetrawianie, przepracowywanie na własny polski użytek wielkiego dorobku wytwarzanej w ZSRS międzynarodowej kultury proletariackiej; 3/ zwalczanie, pokonywanie, przezwyciężanie polskiej kultury szlacheckiej i burżuazyjnej (...). Nie tylko o możliwości, lecz o nieodzownej konieczności budowania w ZSRS polskiej kultury socjalistycznej chcemy przekonać tych wszystkich, którzy zachowali jeszcze pod tym względem jakie bądź resztki wahań.
W okresie wielkiego terroru 19 stycznia 1937 został aresztowany przez NKWD. 2 września 1937 Kolegium Wojskowe Sądu Najwyższego ZSRR skazało go na karę śmierci za zdradę ojczyzny i uczestnictwo w terrorystycznej organizacji kontrrewolucyjnej, tego samego dnia został stracony. Poddano go kremacji w krematorium na cmentarzu Dońskim i tam anonimowo pochowano (obecnie mogiła zbiorowa nr 1 na Nowym cmentarzu Dońskim).
Został zrehabilitowany przez Kolegium Wojskowe SN ZSRR 25 kwietnia 1955.
Imię Jana Hempla nosiły:
- ulica w centrum Lublina, w 2017 zmieniono ją na „Zesłańców Sybiru”[12];
- ulica w Bielawie, w 2017 zmieniono ją na „Władysława Grabskiego”[13];
- ulica w Stoczku Łukowskim, w 2017 zmieniono ją na ,,Armii Krajowej" [14]
- II Liceum Ogólnokształcące w Dzierżoniowie (od 1961 do 1993)[15].
- ulica w Dzierżoniowie, zmieniono ją na „Garncarską”[16].
- Szkoła Podstawowa nr 3 w Wyszkowie, w 2021 zmieniono ją na Stanisława Wróbla „Jaskółki”[17].

Dwie pierwsze z powyższych zmian dokonano po wejściu w życie przyjętej przez Sejm RP ustawy dekomunizacyjnej.

### Powrót do duchowości słowiańskiej
Hempel szczególnym uznaniem darzył dawne wierzenia Słowian, a chrześcijaństwo uznawał za religię niewolników. Podjął też działania zmierzające do przywrócenia najstarszych obyczajów i rytuałów przedchrześcijańskich. Członkowie założonego przez Hempla w Zakopanem Towarzystwa Teozoficznego o świcie modlili się do Słońca.
W twórczości Hempla od początku pojawiała się krytyka chrześcijaństwa wraz z postulatem wprowadzenia uwznioślającej i wyzwalającej człowieka religii. Wiele spostrzeżeń z zakresu duchowości zawarł w pracy Kazania Piastowe. Przeciwstawiał sobie dwa typy religii: „niewolniczą”, w której zbawienie dokonuje się dzięki pokorze i biernemu poddaniu woli bóstwa, oraz „bezpańską”, w której jednostka dokonuje samozbawienia własnym heroicznym wysiłkiem. Pierwszy typ religii utożsamiał z rasą „semicko-egipską”, drugi z „aryjsko-słowiańską”, co prowadziło go do specyficznego antysemityzmu duchowego. Hempel dopatruje się w dawnej religii słowiańskiej pierwowzoru dla nowej religii „bezboskiej”, religii wolności i ludzkiego „Ja”, postać Piasta zaś jest przez niego postrzegana jako przedstawienie idealnego człowieka. Ten nowy człowiek w myśli Hemplowskiej charakteryzowałby się „bezpańskością”, swobodnym działaniem z własnej woli, zgranej z rytmem Wszechświata, a także „silnego, bohaterskiego, gościnnego, szanującego bliźnich, chlebodajnie pracującego, »człowieka, dla którego religią jest każdy czyn twórczy, każdy obrządek życiowy, każde uniesienie ducha – a bogiem żywioły natury«”.
Wychodząc z postaw głęboko humanistycznych, które podważały obraz człowieka jako istoty niedoskonałej i podległej Panu-Bogu, Hempel konstruował krytykę postaw etycznych i moralno-społecznych chrześcijaństwa, konstruując zarzuty zbieżne z tymi wysnuwanymi przez Jana Stachniuka i Józefa Niećkę. Postulowana przez niego religia miała być „bezpańska”, nadawać cel oraz rozmach ludzkiemu życiu, w której „ludzkie »Ja«, jego wolność, niezawisłość, dążności śmiałe, siła, sytuować się będzie na najwyższym szczeblu wartości i w której takie zalety, jak heroizm, godność, rozmach twórczy, duma, ofiarność, uzna się za najwyższe cnoty”. Poszukując wzorców wśród historycznych religii, Hempel sięgał nie tylko do religii Słowian, ale także Greków (ideały Heraklesa i Prometeusza) czy Hindusów (Ramajana), a także etosu rycerskiego . Jego idee miały nie być ograniczone kategoriami rodowymi lub językowymi, a co więcej, „obowiązkiem Słowian jest walka za wolność wszystkich ludzi, o zbawienie świata, czyli zniszczenie starego porządku i starych religii pańskich oraz zaprowadzenie nowego, idealnego ładu”.

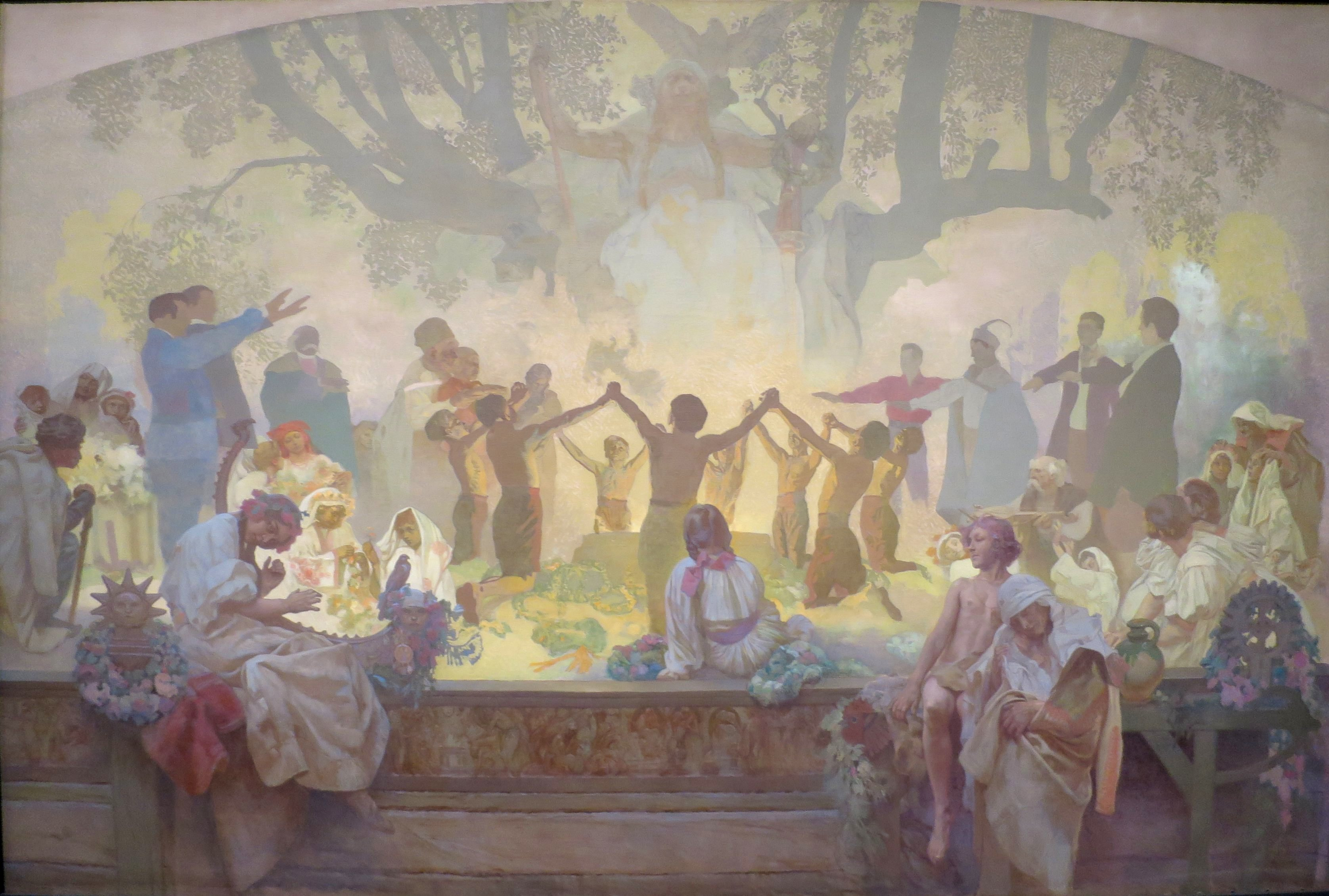
Alfons Mucha, Przysięga Omladiny pod słowiańską lipą, 1926.

System religijny Hempla nosił wyraźne znamiona XIX-wiecznej, stereotypowej wizji kultury pogańskich Słowian, a także anarchistycznych inspiracji Hempla. Różnica w widzeniu człowieka pomiędzy światopoglądem chrześcijańskim a przedchrześcijańskim światopoglądem słowiańskim polegać miała według niego na tym, że to pierwsze postrzega człowieka jako nieskończenie gorszego i niższego od Boga, podczas gdy w mentalności Piastowej to sam człowiek jest Bogiem. Stosunki międzyludzkie wśród Słowian przed chrześcijaństwem oparte miały być nie na miłosierdziu, ale na braterstwie – motywacją dla pomocy wzajemnej miała być nie litość, ale potrzeba serca, dzięki czemu człowiek nie tracił swojej godności oraz był równy innym. Najwyższym wyrazem powyższych zasad miała być słowiańska gościnność. Hempel wiązał pojawienie się chrześcijaństwa na ziemiach Słowian z rozwojem feudalnych stosunków społecznych, dostrzegając jego negatywny wpływ na kształtowanie się polskiego charakteru narodowego i świadomości społecznej. Chrześcijaństwo miało osłabić takie cechy narodowe, jak „duma, dostojność, rozmach twórczy, ofiarność” oraz osłabić „energię do walki o wolność i niepodległość narodu”, niszcząc mentalność Słowian, wprowadzając obcy i niesprawiedliwy porządek społeczny oraz poniżając pracę oraz człowieka pracującego.
Powstanie praw i instytucji państwowych wynikało według Hempla z faktu wywyższania się jednego człowieka ponad innych, chrześcijaństwo zaś utrwalało taki stan, wprowadzając u jego podstaw wieczne i niezmienne zasady. W opozycji do tego znajdował się ład społeczny pogańskiej Słowiańszczyzny, oparty na „wolności, równości i braterstwie, gdzie niepotrzebny był władca czy prawa”, wywodzona zaś z tego religia miała stanowić „wyraz mentalności ludu pracującego” (w opozycji do chrześcijaństwa jako wyrazu mentalności klasy posiadającej) – praca miała wyzwalać człowieka i czynić go „Kapłanem Życia”. Warunkiem odrodzenia słowiańskiego charakteru tożsamości narodowej musiało być przełamanie chrześcijańskich treści polskiej mentalności. Obok cnót Piastowych Hempel wymieniał także cnoty herkulesowe, uosabiające „waleczność, bohaterskość, dążenie człowieka do odkrywania nowego” – razem tworzyły one „cnotliwość herkulesowo-piastową”.
Hempel w swej myśli zakładał, że nowa religia ma obyć się bez bóstw, samemu nie przedstawiając żadnego panteonu – jedynym bóstwem słowiańskim, o którym wspomina, jest Żywia. Widział potrzebę religijności jako „gatunkową potrzebę człowieka”, negując nie tylko potrzebę bóstw, ale także rozdziału na sacrum i profanum, zawodowego kapłaństwa oraz instytucji kościelnych, przedstawiając wytyczne nowej moralności, gloryfikującej ludzką godność, niezawisłość i rozwój oraz umiłowanie natury, której człowiek jest częścią. W latach 20. i 30. XX wieku Hempel zarzucił propagowanie koncepcji „bezboskiej” religii, do końca jednak traktując pogańską przeszłość jako źródło afirmującego spojrzenia na ludzką wolność i godność.